# إله الحرب: سلاسل الأولمب
إله الحرب: سلاسل الأولمب (بالإنجليزية: God of War: Chains of Olympus)‏ ، هي لعبة فيديو إلكترونية من نوع أكشن ومغامرات، أنتجت سنة 2008م وتعمل لنظامي بلاي ستيشن بورتبل وبلاي ستيشن 3.

## القصة
```
كريتوس، المحارب الظاهرة، بطل الآلهة، يتلقى طلبا جديدا من كبير الآلهة زيوس يعمد إليه في الدفاع عن مدينة أتيكا اليونانية المهَاجَمة من قِبل الجيش الفارسي، تنفيذا لأوامر زيوس يشرع كريتوس في البحث عن قائد الجيش الفارسي وبعد مصرعه يحول كريتوس نظره للقضاء على مخلوق «
باسيليسك
» الذي أطلِقَ من قبل الفرس بنيَّة تدمير المدينة وخلق الفوضى، بعد القضاء على 
الباسيليسك
 وإتمام كريتوس لمهمته يلاحظ في الأفق أن الشمس سقطت من السماء وأن العالم غرق في الظلام، كريتوس علم أن هذا الحدث ليس إشارة نابعة من الآلهة فشق طريقه صوب النور المنبعث من الأفق، وصل كريتوس إلى معبد «هيليوس» إله النور وحدًّث أثينا عن طريق تمثالها، نما إلى ذهن كريتوس عن طريق أثينا أن هيليوس قد تم خطفه من السماء وبدونه فإن «مورفيس» إله الأحلام يمسك زمام السيطرة بحصوله على قوة لامتناهية وقد قام بإغراق الآلهة في نوم عميق، توكل أثينا مهمة إيجاد هيليوس إلى كريتوس قبل أن يضيع عالم الآلهة والبشر على يد مورفيس، كريتوس بدوره يقبل المهمة.
```

في المعبد يلتقي كريتوس بالإلهة «إيوس» أخت هيليوس التي تحدثه عن أحصنة السماء وأنها الوسيلة الوحيدة التي تمكنه من إيجاد أخيها هيليوس الذي يعاني إلى الآن تحت قبضة العملاق «أطلس»، كريتوس وبعد إمتلاكه لدرع إله الشمس يقوم بتحرير الأحصنة التي تقوده إلى التارتاروس (العالم السفلي).
في العالم السفلي، يخسر كريتوس معركته ضد «كارون» المعروف في الميثولوجيا الإغريقية أنه الوحيد القادر على السفر في العالم السفلي بسفينته، يعيد كريتوس الكرَّة مرة أخرى وينجح في القضاء على كارون والإستيلاء على سفينته ليتوجه بها إلى الإيليزيوم (الجنة) هناك يرى كريتوس إبنته «كاليوبي» التي كان يسمع تراتيل موسيقاها طوال رحلته، يبدأ كريتوس في تتبع إبنته حتى تصل به إلى «بيرسيفوني» إلهة العالم السفلي وزوجة «هايديس»، تحدثه بيرسيفوني أنه بغية الدخول إلى الجنة على كريتوس أن يُغفَر من خطاياه الماضية عن طريق إلقاء أسلحته إلى الشجرة المتواجدة على يسار مدخل الجنة ليصبح مؤهلا لدخول الجنة.
في الجنة وبعد لقائه مع إبنته ينسى كريتوس مهمته ويقرر البقاء مع إبنته عندها تقوم بيرسيفوني بإخطار كريتوس أنها السبب في إختطاف هيليوس وتحرير العملاق أطلس من سجنه رغبةً في تدمير عمود الأرض الذي وبزواله يزول عالم البشر والأوليمبين إنتقاما من الآلهة اللذين أجبروها على زواج هايديس والبقاء في العالم الآخر، حينها يتحتم على كريتوس التضحية بإختياره إنقاذ العالم على بقائه مع إبنته، خلال قتاله مع بيرسيفوني يقوم كريتوس بسجن أطلس وإجباره على حمل عمود الأرض فوق ظهره عقابا له.
بعد القضاء على بيرسيفوني يعود كريتوس إلى الأرض محررا هيليوس على متن أحصنة السماء، تنتهي اللعبة بمشهد سقوط كريتوس من أحصنة السماء وإستقراره بجنب أثينا وهيليوس اللذان يجردانه من أسلحته ويمدحان شجاعته وقوته وأنه لازال يخدم الآلهة بتفان ونجاح.

## روابط خارجية
- إله الحرب: سلاسل الأولمب على موقع IMDb (الإنجليزية)